# سوکدیو شاپاژ
سوکدیو شاپاژ (انگلیسی: Sukhdev Thapar)؛ (زاده: ۱۵ می ۱۹۰۷ – درگذشته: ۲۳ مارس ۱۹۳۱) یک انقلابی هند بود. او عضو ارشد انجمن جمهوری خواهان سوسیالیست هندوستان بود. او در ۲۳ مارس ۱۹۳۱ در سن ۲۳ سالگی به دار آویخته شد.

## زندگی‌نامه
سوکدیو شاپاژ، متولد در لودهیانا، پنجاب، هند بریتانیا که رملال شاپاژ (پدر) و ایلا دیو مادرش بودند. پدر سوکدیو فوت کرد و توسط عمویش لالا اچینترم پرورش یافت.

## فعالیتهای انقلابی
سوکدیو شاپاژ عضو انجمن جمهوری خواهان سوسیالیست (HSRA) هندوستان بود و سلول‌های انقلابی در پنجاب و دیگر مناطق شمال هند را سازماندهی کرد.
سوکدیو به خاطر مشارکتش در مورد توطئه لاهور در ۱۸ دسامبر ۱۹۲۸ و پیامدهای آن به یاد می‌آید. او یک همدست از بهگات سینگ و شیوارام راجگوور بود. توطئه که منجر به قتل معاون فرماندار پلیس، جی.پی. سوندرز در سال ۱۹۲۸ در پاسخ به مرگ خشونت‌آمیز یک رهبر جانباز لالا لاجپات رای شد، پس از بمب‌گذاری در تالار سالن مرکزی در دهلی نو در ۸ آوریل ۱۹۲۹ توطئه گران دستگیر و محکوم به جرمشان شدند.

## اعدام
در ۲۳ مارس ۱۹۳۱، سه مرد به دار آویخته شدند. بدن آنها مخفیانه بر روی ساحل رودخانه ساتلوچ سوزانده شد.